# Maurice Eugène François Baumgarten
Pour les articles homonymes, voir Baumgarten.
Maurice Eugène François Baumgarten (1854-1928) est un général de division français dont le nom est associé à la Première Guerre mondiale.

## Grades
- 01/11/1873 : élève à l'École militaire de Saint-Cyr
- 01/10/1875 : sous-lieutenant
- 12/11/1881 : lieutenant
- 01/07/1887 : capitaine
- 06/04/1896 : chef de bataillon
- 30/12/1902 : lieutenant-colonel
- 24/12/1907 : colonel
- 23/03/1912 : général de brigade
- 09/08/1914 : général de division

## Décorations

### Décorations françaises
- : Commandeur le 10 avril 1915 de la Légion d'honneur. 
  - Officier le 12 juillet 1910
  - Chevalier le 12 juillet 1897
- : Croix de Guerre 1914-1918 avec 1 palme
- : Médaille interalliée 1914-1918
- : Médaille commémorative du Maroc avec agrafe Maroc
- : Médaille commémorative de la Grande Guerre
- : Médaille coloniale avec agrafe Sahara

### Décorations étrangères
- : Commandeur du Nicham El-Anouar ( Tunisie)
- : Grand Officier du Nichan Iftikhar ( Tunisie)

## Postes
- 16/01/1907 : commandant du groupe des bataillons de forteresse de Nice
- 24/12/1907 : chef de corps du 41e régiment d'infanterie
- 24/03/1908 : chef de corps du 4e régiment de tirailleurs algériens
- 24/12/1910 : chef d'état-major du  19e Corps d'Armée
- 30/10/1913 : adjoint au général commandant les troupes d'occupations du Maroc Oriental et commandant du territoire militaire de Taourirt
- 09/02/1914 : commandant des troupes d'occupation du Maroc Oriental.
- 15/11/1914 : commandant de la  62e Division d'Infanterie de Réserve
- 10/02/1915 : commandant du  11e Corps d'Armée
- 04/06/1916 : en congé de repos
- 04/09/1916 : en disponibilité
- 16/02/1917 - 28/01/1918 : commandant de la  16e Région (Montpellier)